# 약물 검사
약물 검사 또는 드러그 테스트(drug test)는 소변, 머리카락, 혈액, 호흡, 땀 또는 구강액/타액과 같은 생물학적 표본을 기술적으로 분석하여 특정 모약물 또는 특정 약물의 존재 여부를 확인하는 것이다. 약물 테스트의 주요 응용 분야에는 스포츠에서 경기력 향상 스테로이드의 존재 감지, 고용주 및 가석방/보호관찰관이 법으로 금지된 약물(예: 코카인, 메스암페타민, 헤로인)을 검사하고 경찰관이 알코올의 존재 및 농도를 테스트하는 것이 포함된다. 일반적으로 BAC(혈중 알코올 농도)라고 하는 혈액 내 에탄올(에탄올)이다. BAC 테스트는 일반적으로 음주 측정기를 통해 시행되는 반면 소변 검사는 스포츠 및 직장에서 대부분의 약물 테스트에 사용된다. 정확도, 민감도(감지 임계값/컷오프) 및 감지 기간이 다양한 다양한 다른 방법이 존재한다.
약물 검사는 일반적으로 책임 있는 약물 사용을 돕기 위해 불법 약물에 대한 정량적 화학 분석을 제공하는 테스트를 의미할 수도 있다.

## 같이 보기
- 해독
- 법의독물학
- 소변 검사